# Padang Bulan (Rantau Utara)
Padang Bulan is een bestuurslaag in het regentschap Labuhan Batu van de provincie Noord-Sumatra, Indonesië. Padang Bulan telt 13.412 inwoners (volkstelling 2010).